# Megaselia parastigmatica
Megaselia parastigmatica är en tvåvingeart som beskrevs av Borgmeier 1962. Megaselia parastigmatica ingår i släktet Megaselia och familjen puckelflugor. Inga underarter finns listade i Catalogue of Life.